# Tōon (Giappone)
Tōon è una città giapponese della prefettura di Ehime.
La città conta una popolazione di 35 519 abitanti per una densità di 163 abitanti per km².
L'area totale della città è di 211,45 km².